# L'Incroyable Homme invisible
 (août 2025).
Pour plus de détails, voir Fiche technique et Distribution.
L'Incroyable Homme invisible (The Amazing Transparent Man) est un film américain réalisé par Edgar G. Ulmer, sorti en 1960.

## Synopsis
Un scientifique fou invente une formule d'invisibilité. Il projette d'utiliser cette formule pour créer une armée invisible de zombies.

## Fiche technique
- Titre : L'Incroyable Homme invisible
- Titre original : The Amazing Transparent Man
- Réalisation : Edgar G. Ulmer
- Scénario : Jack Lewis
- Production : Lester D. Guthrie, Robert L. Madden et John Miller
- Société de production : Miller Consolidated Pictures
- Musique : Darrell Calker
- Photographie : Meredith M. Nicholson
- Montage : Jack Ruggiero
- Décors : Ernst Fegté
- Costumes : Jack Masters
- Pays de production : États-Unis
- Format : Noir et blanc - 1,75:1 - Mono - 35 mm
- Genre : Science-fiction
- Durée : 58 minutes
- Date de sortie : Juillet 1960 (États-Unis)

## Distribution
- Marguerite Chapman : Laura Matson
- Douglas Kennedy : Joey Faust
- James Griffith : le major Paul Krenner
- Ivan Triesault : le docteur Peter Ulof
- Boyd 'Red' Morgan : Julian
- Carmel Daniel : Maria Ulof
- Edward Erwin : Drake
- Jonathan Ledford : Smith
- Norman Smith : un vigile
- Patrick Cranshaw : un vigile
- Kevin Kelly : une femme
- Dennis Adams : un policier
- Stacy Morgan : un policier

## Autour du film
- Le tournage s'est déroulé à Berkshires et Dallas.
- Tourné simultanément avec Le Voyageur de l'espace en seulement deux semaines, L'Incroyable homme invisible est la dernière réalisation américaine du cinéaste[1].
- Les maquillages sont l'œuvre de Jack Pierce, qui avait déjà travaillé sur L'Homme invisible de James Whale en 1933.